# Elezioni parlamentari in Kosovo del 2004
Le elezioni presidenziali in Kosovo del 2004 si tennero il 24 ottobre.

## Risultati
| Liste                                            | Voti    | %     | Seggi |
| ------------------------------------------------ | ------- | ----- | ----- |
| Lega Democratica del Kosovo                      | 313 437 | 45,42 | 47    |
| Partito Democratico del Kosovo                   | 199 112 | 28,85 | 30    |
| Alleanza per il Futuro del Kosovo                | 57 931  | 8,39  | 9     |
| Partito Riformista ORA                           | 43 017  | 6,23  | 7     |
| Partito Democristiano Albanese del Kosovo        | 12 427  | 1,80  | 2     |
| Partito Democratico Turco del Kosovo             | 8 353   | 1,21  | 3     |
| Partito della Giustizia                          | 7 013   | 1,02  | 1     |
| Coalizione Vakat                                 | 4 972   | 0,72  | 3     |
| Movimento Popolare del Kosovo                    | 4 526   | 0,66  | 1     |
| Partito Liberale del Kosovo                      | 3 542   | 0,51  | 1     |
| Alternativa Democratica del Kosovo               | 3 042   | 0,44  | –     |
| Unione Democratica                               | 2 696   | 0,39  | –     |
| Nuova Iniziativa Democratica del Kosovo          | 2 658   | 0,39  | 2     |
| Partito dell'Unità Nazionale Albanese            | 2 607   | 0,38  | –     |
| Partito Democratico Ashkali del Kosovo           | 2 555   | 0,37  | 1     |
| Partito d'Azione Democratica                     | 2 520   | 0,37  | 1     |
| Fuad Ramiqi                                      | 2 265   | 0,33  | –     |
| Partito del Fronte Nazionale Albanese            | 2 156   | 0,31  | –     |
| Partito Socialdemocratico del Kosovo             | 2 107   | 0,31  | –     |
| Nuovo Partito del Kosovo                         | 1 568   | 0,23  | –     |
| Partito Bosniaco d'Azione Democratica del Kosovo | 1 452   | 0,21  | –     |
| Lista Serba per il Kosovo-Metochia               | 1 414   | 0,20  | 8     |
| Iniziativa Civica di Gora                        | 1 358   | 0,20  | 1     |
| Prizrensko - Dragaška Inicijativa                | 1 342   | 0,19  | –     |
| Xhevdet Rexhaj                                   | 1 135   | 0,16  | –     |
| Partito dei Rom Uniti del Kosovo                 | 1 049   | 0,15  | 1     |
| Partito Democratico Nazionale Albanese           | 856     | 0,12  | –     |
| Iniziativa Civica Balli Kombëtar Demokrat        | 807     | 0,12  | –     |
| Belul Beqaj                                      | 601     | 0,09  | –     |
| Riza Lluka                                       | 592     | 0,09  | –     |
| Iniziativa Civica Serba                          | 369     | 0,05  | 2     |
| Partito Albanese Ashkali Democratico del Kosovo  | 361     | 0,05  | –     |
| Ramë Dreshaj                                     | 249     | 0,04  | –     |
| Totale                                           | 690 089 | 100   | 120   |